# ضمور اللحم
ضمور اللحم (ساركوبينيا sarcopenia؛ كلمة يونانية تعني "الفقر من اللحم") هو في الواقع خسارة تنكسية في كتلة العضلات الهيكلية وكفاءتها وقوتها نتيجة التقدم بالعمر أو قلة الحركة (خسارة 0.5-1% من كتلة العضلات الهيكلية سنويّاً عند من هم أكبر من 50 عامًا)، وهو مرض قد يُعرَّف بأنه يشمل أي حالة مرضية أو غير طبيعية تُصيب أنسجة العضلات، خاصة العضلات الهيكلية، والتي يكون فيها ضعف العضلات هو الشكوى الأولية، نتيجة لعدم قدرة العضلات المصابة على أداء وظائفها على أكمل وجه.
إذن، فإن مرض ضعف العضلات أو ضمور اللحم هو مرض يصيب ألياف العضلة، ما يؤدى إلى عدم قدرتها على القيام بوظيفتها لعدة أسباب، ما ينتج عنه ضعف في العضلة بشكل عام. إن مرض ضمور اللحم يعبر عن خلل في العضلة نفسها، رغم كفاءة العصب أو الأعصاب المتصلة بها، ويختلف عن المشاكل التي تنشأ عن خلل في الأعصاب أو المراكز المخية العليا، وعليه، يمكن تصنيف أمراض العضلات تبعاً لطبيعتها إلى صنفين رئيسيين: الأول هو الاضطرابات العصبية العضلية، ويشمل عدة أنواع، والثاني هو ما يُعرف بالنوع العضلي الهيكلي الحركي، أما ما يعرف بالتهاب العضلات، فيمكن اعتباره خليطاً من النوعين السابقين. لم يكن هناك تعريف طبي عام محدد وموحد لمرض ضمور اللحم حتى عام 2009. حددت مجموعة من الأطباء الأوروبيين ضمور اللحم عند كبار السن ووضعت تعريفاً طبيّاً وتشخيصياً عامّاً للمرتبط بالعمر. يُشخص ضمور اللحم في حال وجود انخفاض في كتلة العضلات وانخفاض في القدرة الحركية (القوة والأداء الحركي).

## تصنيف
ويمكن أن نقسم أنواع ضمور اللحم أو وهن العضلات إلى عدة مجموعات، منها ما يكون سببه متوارثًا (في أغلب الأنواع)، ومنها ما يكون مكتسبًا ناتجًا عن الإصابة بمرض آخر، ومن أشهرها تلك التي تحدث نتيجة لتناول مواد معينة أو أدوية، ومنها ما يحدث مع بعض الأمراض، كشلل الأطفال، ومنها ما يحدث مع التهابات الجلد كما سنسرد كالتالى:
- المجموعة الأولى: وتشمل ضمور اللحم المعروف بالحثل العضلي (الانحلال العضلى الشاذ) المتوارث – Inherited Muscular Dystrophies وهذه المجموعة تشمل العديد من الأنواع، تصل إلى حوالى سبعة أنواع، ولكن أشهرها ما يعرف بالحثل العضلي الدوشيني، وهي الشائع الكلام عنها وعن مضاعفاتها، والتي تتميز بحدوث حالة تآكل لبعض أنسجة العضلات، ثم عملية إعادة بناء قاصرة مما ينتج عنة ضعف متزايد في الحدة وشديد للعضلات المصابة، والذي قد يؤدى إلى حالة من عدم القدرة على المشى، واستخدام مقعد متحرك، والتي قد تصل خطورتها إلى الذروة في حال أصابت عضلات التنفس بالقفص الصدرى أو عضلة القلب.
- المجموعة الثانية: وتشمل ضعف العضلات الالتهابى – Inflamatory، والذي غالبا ما يحدث نتيجة لمشاكل للجهاز المناعى للمصاب، ينتج عنه مهاجمة مكونات العضلات المصابة، مما يؤدى للالتهاب بالعضلات المصابة، وتتضمن على سبيل المثال الإلتهاب الجلدى العضلى، وكذلك الإلتهابات التي قد تنشأ عن حالات شلل الأطفال (مرض يصيب الأعصاب).
- المجموعة الثالثة: والتي تندرج تحت مسببات ميتابوليزمية أي أيضية – Metabolic، والتي تنتج بسبب خلل وعيوب في العمليات الكيميائية في التمثيل الغذائى الخاص بالعضلات التي تصاب، وتشمل ما لايقل عن ستة أنواع، منها ما يحدث بسبب خلل في عمليات التمثيل الكيميائى للجليكوجين، وكذلك تلك المتعلقة بنقص فيتامين هاء وغيرها.
- المجموعة الرابعة: وتشمل هذه المجموعة ضعف أو وهن العضلات نتيجة لمسببات دوائية وتشمل العديد من العقاقير – Drug Induced Myopathies، ومن أهمها عقار البنيسيللامين، والكورتيزون، وكذلك الكحول وغيرها. - المجموعة الخامسة: وتشمل ضمور أو ضعف العضلات الناتج عن مشاكل بالغدد الصماء -Endocrine، ومن أهمها اضطرابات الغدة النخامية والدرقية وكذلك الجار درقية. - المجموعة السادسة: وتشمل ضمور اللحم الناتج عن خلل بالحبيبات الخيطية للخلية (Mitochondrial)، وهي تندرج تحت الأنواع المتوارثة وتحدث نتيجة لقصور شديد في معدلات الطاقة اللازمة للعضلات المصابة، مما يؤدى إلى وهنها.

أما بالنسبة للأطباء فان التقسيم الحديث لمرض ضمور اللحم، يكون من خلال التصنيف العالمي الحديث، التي أقرته منظمة الصحة العالمية والمعروف بالــــ ICN – Codes والذي نعنى به التقسيم الإحصائى الدولي للأمراض والمشاكل الصحية، والذي يشمل أكثر من 14400 كود، والتي تؤدى إلى العديد من التشخيصات الحديثة للأمراض، والتي تصل حينها إلى أكثر من 16000 كود.

## أعراض مرضية
أما عن الأعراض المرضية، فيمكن تلخيصها في حدوث ضعف في قدرة الشخص أو الطفل في استخدام عضلاتة المصابة، وقد يتطور الأمر إلى حدوث تقلصات متكررة، أو تيبس بالعضلة، وقد يحدث تشنج عضلي.

## علاج
أما عن العلاج، فبسبب أن مسبباته عديدة ومختلفة في طرق حدوثها، فليس هناك أسلوب علاجى شامل للأنواع كلها، ولكنها تختلف من صنف إلى آخر، فهناك بعض الأنواع ينفعها بعض العلاجات الدوائية، ومنها ما يحتاج للعلاج الطبيعى، ومنها ما يحتاج للعلاج بوخز الأبر، وأبحاث حديثة بدأت في الاستفادة من منظومة وعلم الخلايا الجذعية، لعلاج بعض الأنواع لهذا المرض.
ولكن تبقى المتابعة الدورية للطبيب المعالج هي أهم ما في الموضوع، لعدة أسباب منها معرفة تطور الحالة، ومدى تأثير العلاج الدوائى أو الطبيعى على عدم تطور مضاعفات الحالة المرضية، وكذلك لمتابعة كل ما يستجد من طرق علاجية حديثة قد تتطور مما قد يفيد هؤلاء المرضى.

## تشخيص
إن التشخيص الدقيق لنوع ضمور أو وهن اللحم، في غاية الأهمية، لأنه الخطوة الأولى في إقرار نوع البرنامج العلاجى المناسب للحالة، ومن المعروف أن الفحص السريري الدقيق من خلال الطبيب المعاين للمريض هو الخيط الأول للتشخيص، من خلال التاريخ المرضي الدقيق والكشف السريري الدقيق، ثم هناك فحص معملى أولى، لإنزيم معين إذا كانت معدلاته مرتفعة نبدأ في فحص العضلات المصابة، من خلال التخطيط الكهربائى للعضلات، وقد نحتاج في أحيان كثيرة إلى عمل عملية بذل لجزء من العضلات المصابة، لمعرفة التحليل الهيستوباثولوجى لهذه الأنسجة بالعضلات، مما يسمح بتقدير البرنامج العلاجى المثالى لكل حالة على حدة.